# Adam Rzepecki
Adam Rzepecki (ur. 4 grudnia 1950 w Krakowie) – polski artysta performer, twórca rzeźb i instalacji, fotograf, autor filmów, malarz, grafik i rzeźbiarz.

## Życiorys
W latach 1973–1979 studiował historię sztuki na Uniwersytecie Jagiellońskim. Jednym z jego wykładowców był profesor Mieczysław Porębski, który miał ogromny wpływ na postawę artystyczną Rzepeckiego.
Na początku autor fotograficznych ćwiczeń związanych z poznawaniem specyfiki medium, takich jak Autoportret (1979). Od września 1978 do grudnia 1981 roku z upoważnienia członków Grupy Twórczej SEM prowadził Jaszczurową Galerii Fotografii w Krakowie, gdzie do współpracy zaprosił artystów takich jak Zbigniew Warpechowski, Andrzej Partum, Jerzy Bereś, Władysław Kaźmierczak czy Ewa Partum. Miała tam również miejsce jedna z pierwszych wspólnych wystaw Łodzi Kaliskiej – podczas Forum Fotografii Ekspansywnej w październiku 1979.
W 1979 roku wraz z Markiem Janiakiem, Andrzejem Kwietniewskim, Andrzejem Świetlikiem i Andrzejem „Makarym” Wielogórskim założył grupę Łódź Kaliska. Od początku lat 80. grupa tworzyła tzw. „Kulturę Zrzuty”. Rzepecki najczęściej występował w roli performera działań dokamerowych, tak jak np. w pracy Sztuka męska i inne (1980). Jest też autorem haseł współtworzących Kulturę Zrzuty w latach 80.,m.in.: „Artyście trzeba wierzyć na słowo”, „przepraszam pt. społeczeństwo za chwilową nieobecność w sztuce”, „Z trudem, aczkolwiek konsekwentnie, udaję artystę 19.06.89”, „Życie jest poważne chyba Sztuka musi być radosna albo i nie”.
Twórca Projektu Pomnika Ojca Polaka (1981), uznanego za pierwszą polską pracę o tematyce genderowej, czyli takiej która odrzuca kulturowe schematy postrzegania płci.
W latach 90. założyciel grupy Stacja Pi. Stacja (Rzepecki, Zygier, Pochrzęst, Filas). Temu etapowi jego działalności artystycznej poświęcono wystawę pt.Stacja PiStacja. Ty idź żebrać, a my cię wylansujemy (2024, Bunkier Sztuki, Kraków).
Twórca skandalizującej „Matki Boskiej z domalowanymi wąsami” 1982, pracy szerzej znanej po brukselskiej wystawie „Irreligia” („Atelier 340 Muzeum”, 2001). Uczestnik i współautor wystaw takich jak m.in. Wystawa dla krasnoludków (1985); Feminismus (2006, II Łódź Biennale, Łódź); Preferuję bardziej zrzutę niż kulturę (2013, BWA Sokół, Nowy Sącz); Xoted/Kywdo (2018, Galeria Bielska BWA); Stary Rzepecki patrzy na młodego Rzepeckiego (2020, Bunkier Sztuki, Kraków).
Obecnie Adam Rzepecki współpracuje dalej z Grupą Łódź Kaliska. Jego twórczość indywidualną reprezentuje Galeria Dawida Radziszewskiego w Warszawie (wcześniej Galeria Pies w Poznaniu).
Jego prace znajdują się w kolekcjach CSW Zamek Ujazdowski i Zachęty Narodowej Galerii Sztuki w Warszawie, Muzeum Narodowego w Krakowie, Muzeum Sztuki w Łodzi oraz Sammlung Verbund w Wiedniu.